# Albert Johannsen (Maler)
Albert Heinrich Ludwig Johannsen (* 21. März 1890 in Husum; † 23. Januar 1975 ebenda) war ein deutscher Maler.

## Leben

### Familie
Albert Johannsen war der Sohn seines gleichnamigen Vaters, des Journalisten und Schriftstellers Albert Johannsen (* 14. Dezember 1850 in Rantrum; † 27. November 1909 in Husum) und dessen Ehefrau Marie (geb. Petersen) († 1946); die Familie lebte in Husum in Osterende 5. Seine Schwestern waren die Malerin Agnes Pechuel-Lösche sowie die spätere Schauspielerin Clara Johannsen (* 1905) und sein Bruder war Otto (* 1894), der später Kunsthändler in Spanien wurde.
Seine Eltern führten ein offenes Haus, das einer der geistigen Mittelpunkte in Husum war. Literaten und Journalisten aus ganz Norddeutschland gingen dort ein und aus, unter anderem war der Hamburger Redakteur des Hamburger Fremdenblattes Philipp Berges (1863–1938), für das sein Vater auch schrieb, einer der häufigsten Gäste. Und wann immer er nach Husum kam, schaute auch der in Dresden lebende Maler Richard von Hagn vorbei, der mit der Familie freundschaftlich verbunden war. Weitere befreundete Maler waren Hans Peter Feddersen der Jüngere und Jacob Alberts, der aus Westerhever in Eiderstedt stammte.
1931 verlobte sich Johannsen mit Elsbeth Mittelhaus, Kunstlehrerin an der Lichtwarkschule in Hamburg, allerdings trennten sie sich bereits kurz darauf wieder in gutem Einvernehmen.
1940 heiratete er Lisa, Tochter des Husumer Konrektors Klindt.

### Ausbildung und Erster Weltkrieg
Bereits im Alter von zehn Jahren stand für Albert Johannsen fest, dass er Maler werden möchte. Nachdem er 1908 das Königliche Gymnasium und Realprogymnasium (heute: Theodor-Storm-Schule) in Husum, unter anderem bei dem Heimatforscher und Kunsterzieher Magnus Peter Voß (1856–1905), mit der Mittleren Reife beendet hatte, folgte er seiner Schwester Agnes, um an der Weimarer Kunstschule zu studieren; Direktor war zu dieser Zeit der aus Schleswig-Holstein stammende Hans Olde, ebenso war der Lehrer der Bildhauerklasse, Adolf Brütt ein Landsmann aus Schleswig-Holstein. Sein wichtigster Lehrer sollte Max Thedy werden, bei dem er im Wintersemester 1908/1909 in der Antikenklasse studierte. Dann wurde er in die sogenannte Naturklasse versetzt, sein dortiger Lehrer war der Deutsch-Amerikaner Gari Melchers. Sein dritter wichtiger Lehrer wurde darauf Fritz Mackensen.
Nach dem Tod seines Vaters 1909 erhielt er ein Stipendium der Schiller-Stiftung, die ihren Sitz in Weimar hatte und das Stipendium eigentlich nur an Schriftsteller vergab.
Ende 1911 beendete er das Studium in Weimar und setzte es an der Dresdner Kunstakademie fort; dort waren seine Lehrer die beiden Mitbegründer der Dresdner Sezession, der Lübecker Gotthardt Kuehl, ein Landschafter und der Hesse Carl Bantzer, ein Volkslebenmaler; er befreundete sich in dieser Zeit auch mit Kurt Schwitters.
Albert Johannsen verbrachte die nächsten zwei Jahre an der Kunstakademie und wurde ein Meisterschüler bei Carl Bantzer, mit dem er später in Briefkontakt blieb; ein letzter Brief von Carl Bantzer stammt aus dem Jahr 1938. 1912 begleitete er Carl Bantzer mit weiteren Studenten in die Künstlerkolonie Willingshausen zwischen Marburg und Kassel.
Ende 1913 wurde er nach den geltenden Wehrgesetzen für ein Jahr zum Infanterie.Regiment Herzog von Holstein Nr. 85 nach Rendsburg eingezogen. Nach Ausbruch des Ersten Weltkriegs wurde die Einheit an die belgische Grenze verlegt. Albert Johannsen wurde als einer der ersten Soldaten durch einen Schuss in den Unterleib schwer verletzt. Weil das Geschoss nicht gefunden werden konnte, war er nicht mehr kriegsverwendungsfähig und blieb bis zum Ende des Krieges, inzwischen zum Gefreiten befördert, in der Schreibstube der 3. Ersatzkompanie des Ersatzbataillons 85 in Rendsburg im Dienst.
Während seiner Dienstzeit in Rendsburg entwickelte er auch gesellschaftliche Kontakte und unterhielt unter anderem eine freundschaftliche Verbindung zum Rendsburger Bürgermeister Christian Timm († 1929), der auch Kunstkenner war. Einen weiteren engen Kontakt hielt er zu Otto Storck (1879–1941), der die Rendsburger Nobiskrug-Werft gegründet hatte und deren Direktor war; diesen besuchte er häufig zu Hause und nahm bei diesen Besuchen gelegentlich auch seine damals zehnjährige Schwester Clara mit, die mit der gleichaltrigen Tochter von Storck spielte. Während seiner Dienstzeit lernte er auch Hermann Wehrmann kennen, mit dem er seitdem eine lebenslange Freundschaft pflegte und den er im Malen ausbildete.
Als er Rendsburg nach mehr als fünf Jahren verließ, verabschiedete er sich mit einer Gemäldeausstellung in der Stadthalle; die Ausstellung wurde Anfang Oktober 1919 eröffnet.
Nach Kriegsende ging er erst einmal zurück zur Familie nach Husum und folgte im November 1919 Carl Bantzer, der inzwischen eine Berufung als Professor an die Kunstakademie Kassel erhalten hatte. Vermutlich zum Ende des Wintersemesters April/Mai 1921 beendete er seine Ausbildung und kehrte nach Hause zurück.

### Künstlerisches und berufliches Wirken
Nach seiner Ausbildung bemühte Albert Johannsen sich, bekannt und anerkannt zu werden und begann hierzu mit Einzelausstellungen. Auf seiner ersten Ausstellung im Juni 1921 im Rittersaal des  Schlosses von Husum erwarb Ludwig Nissen, der spätere Stifter des Husumer Nissenhauses das überlebensgroße Bild des Freundes Hermann Wehrmann für 3.000 Mark; das Bild hat Ludwig Nissen später dem Nissenhaus vermacht.
Ende 1921 oder Anfang 1922 reiste er mit seinem Freund Hermann Wehrmann nach München zu seiner Schwester Agnes, die mit ihrem Ehemann in einem herrschaftlichen Haus lebte. 1923 entschied er sich zwar, dauerhaft in Husum zu wohnen, aber bis 1929 verbrachte er die Winter in München. Auf dem Grundstück Osterende 5 in Husum wurde 1923 ein Atelierhaus mit der Anschrift Woldsenstraße 2 gebaut. Bevor er sich 1932 tatsächlich dauerhaft in Husum niederließ, unternahm er ausgedehnte Studienreisen, so unter anderem 1924 nach Bassano del Grappa und Padua in Italien, 1926 nach Santander und Madrid in Spanien sowie hatte er seinen ersten Studienaufenthalt in Paris, dem in den Folgejahren noch einige folgten. 1932 unternahm er eine Studienreise nach Jütland, Kopenhagen und Bornholm sowie zu den Inseln und Halligen Nordfrieslands.
In den 1930er Jahren wurde er künstlerischer Berater des Historikers Fritz Tidelski (1900–1968), Direktor des neugegründeten Nissenhauses. Sein Künstlerfreund Carsten Kühl aus Oldenswort war damals der Ansprechpartner, als es um die Ausgestaltung des Landschaftssaales des Museums ging. Kühl schuf auch die Porträtbüste Johannsens, die sich bis heute im Bestand des Nissenhauses befindet.
Er war Interieur-, Porträt-, Stillleben- und Landschaftsmaler sowie Akt-, Heimat- und Kirchenmaler. Er malte Husumer Motive, die alten verwinkelten Gassen und Häuser, den Hafen bei Ebbe und Flut, mit und ohne Schiffe. Er malte all jene Dinge, die Husum schön machten, in hunderten von Bildern, zu allen Jahreszeiten und aus verschiedenen Blickwinkeln. Weiterhin waren seine Motive aus der Marsch und von den Halligen Nordfrieslands, Bauernhöfe hinter windgebeugten Bäumen aus Eiderstedt und der Goesharde, von innen und außen, die Priele mit und ohne Boote, die Geestinseln Föhr und Sylt sowie Ostenfeld mit den Frauen in ihren Trachten. Er porträtierte unter anderem Greta Marcussen (1880–1971), die friesische Märchenerzählerin.
1927 begann er mit Innenansichten von Kirchen; diese Kirchenbilder brachten ihm den künstlerischen Durchbruch außerhalb von Schleswig-Holstein. Bis 1964 malte er jährlich in den Herbsttagen in den Kirchen von Lübeck, Hadersleben, Tondern, Lügumkloster, Hamburg, Stralsund und in den Kirchen in der Umgebung von Husum.
Aus dem Jahr 1937 liegen mehrere Abhandlungen für Vorträge über Maler aus dem 19. Jahrhundert vor, die er zum Teil noch persönlich kannte. Diese Vortragsmanuskripte über Wilhelm Leibl, Fritz von Uhde, Lovis Corinth, Ludwig Dettmann, Carl Ludwig Jessen und Hans Peter Feddersen belegen sein großes Interesse an den für ihn und seine Malerei wesentlichen Künstlern.
1940 wurde er während des Zweiten Weltkriegs dienstverpflichtet und gab den Schülern des heutigen Husumer Hermann-Tast-Gymnasiums Zeichenunterricht; später wurde er auf dem Husumer Landratsamt beschäftigt.
Zum Ende des Zweiten Weltkriegs lebte er in seinem 1935 erworbenen Haus in Uelvesbüll am Porrendeich.
1951 unternahm er auf Einladung des Konsuls Thomas Johann Gottfried Entz von Zerssen eine Studienreise durch das Mittelmeerraum.
Anlässlich seines 60. Geburtstages hatte er zu einer kleinen Teestunde gebeten und als Gäste nahmen unter anderem Hans Holtorf, die Maler Hans Busch-Alsen (1900–1990), Willy Graba (1894–1973), Wilhelm Petersen, Unica Bachmann-Calcoen und Anna Gottburgsen teil.
1960 unternahm er aufgrund einer Einladung von Thomas Johann Gottfried Entz von Zerssen gemeinsam mit seiner Ehefrau eine Studienreise über Kanada, Nordamerika nach Chile.
Der künstlerische Nachlass kam in das Nissenhaus in Husum; die Gemäldesammlung des Städtischen Museums Flensburg besitzt 30 seiner Gemälde.
Heute wird er in der Nachfolge seiner bekannten älteren Kollegen, den Malern Nordfrieslands gesehen; das sind Christian Carl Magnussen, Carl Ludwig Jessen, Hinrich Wrage, Hans Peter Feddersen, Richard von Hagn, Jacob Alberts und Otto Heinrich Engel.

## Ehrungen und Auszeichnungen
- 1913 gewann Albert Johannsen die Kleine Silberne Medaille der Kunstakademie Dresden.
- 1942 wurde er mit dem Schleswig-Holsteinischen Kunstpreis (heute: Kunstpreis des Landes Schleswig-Holstein) ausgezeichnet; verliehen wurde der Preis durch den Oberpräsidenten der Provinz Schleswig-Holstein, den Gauleiter Hinrich Lohse.
- Am 31. Juli 1955 erhielt er das Bundesverdienstkreuz am Bande.
- In Husum wurde der Albert-Johannsen-Ring nach ihm benannt.

## Ausstellungen (Auswahl)
- März 1913: Königlich Sächsische Akademie der Bildenden Künste, Dresden: Schülerarbeiten.
- März 1913: Schleswig-Holsteinische Kunstgenossenschaft, 5. Wanderausstellung.
- Oktober 1919: Stadthalle Rendsburg: Einzelausstellung.
- Juni 1921: Altes Schloss, Husum: Einzelausstellung
- Dezember 1921: Stadthalle Rendsburg: Ausstellung mit Jacob Alberts.
- April 1924: Stadthalle Rendsburg: Ausstellung mit Ingwer Paulsen.
- Mai 1925: Altes Schloss, Husum: Ausstellung mit Ingwer Paulsen.
- September 1930: Flensburg: Ausstellung des Bundes Kunst für Schule und Volk.
- Dezember 1931: Städtisches Museum, Husum: Einzelausstellung.
- Dezember 1934: Städtisches Museum, Husum: Ausstellung mit Ingwer Paulsen und Anna Gottburgsen.
- April 1935: Altonaer Museum, Altona: Ausstellung mit Gustav Schmid-Goertz und Friedrich Westphal (1890–1979).
- September 1935: Ostfriesisches Landesmuseum, Emden: Ausstellung unter anderem mit Jacob Alberts und Hans Peter Feddersen.
- März 1936: Kunsthalle zu Kiel: Schleswig-Holsteinischer Kunstverein: Die Westküste Schleswig-Holsteins, Deichbau und Landschaft, mit Hermann Wehrmann und Willy Graba.
- Juni 1938: Stadttheater Kiel: Einzelausstellung.
- März 1939: Kunstgewerbemuseum Flensburg: Einzelausstellung.
- Mai 1940: Nissenhaus Husum: Einzelausstellung.
- Oktober 1940: Adolf-Hitler-Schule, Rendsburg: Einzelausstellung.
- Dezember 1940: Stadttheater Kiel: Einzelausstellung.
- April 1941: Lornsenschule, Schleswig: Die Kunst dem Volke, Einzelausstellung.
- Juli 1941: Nissenhaus Husum: Heimische Maler, Gemeinschaftsausstellung.
- Juli 1942: Nissenhaus Husum: Heimische Maler, Gemeinschaftsausstellung.
- 1942: München, Große Deutsche Kunstausstellung[6]
- Februar 1943: Friedrich-Paulsen-Schule, Niebüll: Einzelausstellung.
- April 1943: Kunsthalle zu Kiel: Schleswig-Holsteinischer Kunstverein: Preisträger des Schleswig-Holsteinischen Kunstpreises, mit Klaus Wrage.
- Juni 1944: Nissenhaus Husum: Einzelausstellung.
- Mai 1948. Nissenhaus Husum: Einzelausstellung.
- Oktober 1949: Itzehoe: Einzelausstellung als Sonderschau des Bundesverbandes Bildender Künstlerinnen und Künstler.
- Januar 1950: Kunsthalle zu Kiel: Fünf Jubilare, mit Bertha Dörflein-Kahlke, Käte Lassen, Else Wex-Cleemann und Karl Peter Röhl.
- September 1950: Friedrich-Paulsen-Schule, Niebüll: Einzelausstellung.
- Februar 1952: Städtisches Museum, Flensburg: Reisende Künstler, Gruppenausstellung.
- Juni 1953: Künstlerclub Die Insel, Hamburg: Seefahrt mit Pinsel und Palette, Ausstellung mit Willy Graba, Hans Heinemann (1915–2002)[7] und Erwin Hinrichs.
- Dezember 1953: Nissenhaus Husum: Mittelmeerbilder, Einzelausstellung.
- Juni 1954: Nissenhaus, Husum: Ausstellung mit Schwester Agnes Pechuel-Lösche.
- April 1960: Schloss Sonderburg: Gruppenausstellung verschiedener schleswig-holsteinischer Künstler.
- April 1965: Städtisches Museum, Flensburg: Kirchenbilder, Einzelausstellung.
- September 1973: Arsenal Rendsburg, Bilder einer Amerika-Fahrt, Einzelausstellung.
- August 1975: Nissenhaus, Husum: Gedächtnisausstellung.
- November 1976: Nissenhaus, Husum: Nachlassausstellung.
- 2004: Nissenhaus, Husum: Albert Johannsen und seine Zeit.

## Mitgliedschaften
- 1913 wurde Albert Johannsen als Mitglied in die Schleswig-Holsteinische Kunstgenossenschaft aufgenommen.
- 1937 wurde er Mitglied in der Reichskammer der bildenden Künste, deren Mitgliedschaft Pflicht war; kein Mitglied zu sein, bedeutete keine Genehmigung zur Berufsausübung.
- Er war Mitglied der Druiden-Loge Friesentreue[8] in Husum, eine freimaurerähnliche Loge, die von den Nationalsozialisten verboten wurde. Die Bestrebungen der Loge zielten auf gegenseitige Hilfe, Humanisierung der Menschheit und Völkerfrieden.

## Werke (Auswahl)

### Husum
- Am Kloster in Husum.
- Bikenbrennen.
- Brücke über die Mühlenau.
- Hof am Haus Kavalierhaus.
- Husumer Hafen.
- Husumer Schiffswerft.
- Husumer Schlossgarten im Herbst.
- Im Klosterhof.
- Kleine Strasse.
- Schiffswerft und Hohle Gasse.
- Süderstrasse.
- Winter im Husumer Hafen.
- Alter Hofplatz (1919).
- Allee im Klosterkirchhof (1921).
- Husumer Hafen (1930)
- Theodor Storms Grab am Klosterkirchhof (um 1965)

### Kirchen
- Alte Kirche auf Pellworm.
- Kirche in Kotzenbüll.
- Kirche in Schobüll und Pastorat.
- Kirche in Tondern.
- Marienkirche Stralsund.
- Dom in Lübeck, Löwengruft (1927).
- Lübecker Dom (1932).
- Schobüller Kirche (1936).
- Kirche in Langenhorn (1937).
- Lübecker Dom, Kircheninneres (1940).
- Kirche in Schobüll (1943).
- Kathedrale in Chartres (1950er Jahre).
- Kirche in Garding (1951).
- Altar der Klosterkirche zu Husum (1952).
- Kirchenschiff Nieblum/Föhr (1952).
- Ägidienkirche Lübeck (1953)
- Dom zu Hadersleben (1962).
- Lügumkloster (1972).

### Interieur und Stillleben
- Alte Regentonne im Hof am Osterende.
- Friesische Küche in Halebüll.
- Friesische Stube im Nissenhaus.[9]
- Gladiolen.
- Halligstube.
- Im Ostenfelder Haus.
- Interieur Uelvesbüll.
- Roter Mohn.
- Stillleben Flasche und Früchte.
- Stillleben Früchte und grüne Decke.
- Toledo.
- Tor bei der Hagia Sophia, Istanbul.
- Stillleben mit Birnen (1920).
- Blick in das Atelier in München (1921).
- Alte spanische Stadt (1927)
- Aus dem Ostenfelder Haus (1928).
- Im Haubarg (1944).
- Mein Atelier (1946).

### Reisen
- Botanischer Garten Kopenhagen.
- Metro in Paris.
- Paris, Quartier Latin.
- Räucherei Bornholm.
- Sandkräne im Hamburger Hafen.
- Schloss Kopenhagen.
- Bogenhausen, München, Isarbrücke (1958).
- Strasse in Svanke, Bornholm (1961).

### Landschaften
- Abend am Keitumer Watt.
- Abend am Wattenmeer.
- Abendsonne am Binnendeich.
- Altes Haus in Ostenfeld.
- Chaussee Halebüll.
- Deich Morsum-Hafen/Nordstrand.
- Eider bei Reimersbude.
- Geburtshaus C. L. Jessen, Deezbüll.
- Hafen Katingsiel.
- Halebüll.
- Halligpriel.
- Halligufer.
- Hattstedt, Dorfstrasse.
- Helles Watt.
- Herbsttag in Halebüll.
- Hof H. P. Feddersen, Kleiserkoog.
- Küste bei Braderup.
- Leutnantshof bei Uelvesbüll.
- Morsumkliff/Sylt.
- Mühle auf dem Stollberg.
- Nach dem Sturm.
- Nach der Sturmflut.
- Roter Schuppen Morsum-Hafen/Nordsstrand.
- Schimmelreiterkrug.
- Spiegelndes Watt.
- Strand bei List/Sylt.
- Strand bei St. Peter.
- Süderhafenb/Nordstrand.
- Südstrand Süderoog.
- Ufer bei Uterum/Föhr.
- Watt bei Amrum.
- Weg am Porrendeich, Uelvesbüll.
- Weg auf der Geest.
- Abbruchkante vor Sylt (1913).
- Weg in den Mausebergen (1920).
- Strand bei Schobüll (1925).
- Tal in den Binnendünen (1927).
- Gehöft an der Wehle (1942).
- Bongsiel (1949).
- Park am Roten Haubarg (1949).
- Halebüll (1950).
- Wehle Uelvesbüll, Vorfrühling (1950).
- Hallig Lüttmoor (1961).
- Wattenmeer, untergehende Sonne (1961).
- Norderhörn, Langeneß (1964).
- Abendrot an der Uelvesbüller Wehle (1974).

### Porträts
- Alte Föhrerin.
- Alte Frau in der Kirche.
- Alte Friesin in Gedanken.
- Alter Türke.
- Die letzten der Hallig.
- Die Märchenerzählerin Greta Marcussen.
- Jens de Wandt, Vogelkönig von Norderoog.
- Pariserin.
- Porträt Carsten Kühl.
- Schlossermeister.Theo Cornils.
- Kunstschüler aus Weimar (1909).
- Osterhusumer Junge (1909).
- Blonder Junge, Weimar (1910).
- De Kohholler (1910).
- Friesisches Mädchen (um 1910).
- Mädchenkopf (1910).
- Der alte Kuhhüter, Rödemis (1911).
- Beim Kirchgang (1912).
- Porträt Otto Johannsen (um 1912).
- Hessisches Mädchen (1912).
- Hessisches Mädchen mit Haube (1912).
- Kleine Schwälmerin (1912).
- Strickendes Mädchen (1912).
- Alter Mann aus Rödemis (1913).
- Bildnis des Malers Hartmann (1913).
- Damenbildnis (1913).
- Krankes Mädchen (1913).
- Selbstporträt mit Hut, Dresden (1913).
- Porträt eines Kameraden (1915).
- Soldat vor Spind (1917).
- Maler B. Cassel (1920).
- Alte Porrenfischerin (1922).
- Maler H. Wehrmann (1924).
- Die Kartenlegerin (1926).
- Porträt Hermann Wehrmann (1927).
- Alter Schiffer (1929).
- Dame mit Pelz, München (1929).
- Dame mit Spiegel, München (1929).
- Mary in blauem Kleid, München (1929).
- Die Auswanderer (1930).
- Porträt Richard v. Hagn (1930).
- Zwei Friesinnen mit Kind (1930).
- Föhrerin, Frau Stehn (1931).
- Ostenfelderin (1931).
- Liegende Dame in blauer Bluse (1931).
- Carsten Kühl (1938).
- Maler Eggers (1946).
- Junge aus Uelvesbüll (1950).

### Aktmalerei
- Frauenakt.
- Skizzen aus der Pariser Akademie.
- Weiblicher Akt (1920).
- Pariser Malschule (1929).
- Sitzender Akt (1929).
- Aktstudie Paris (1955).
- Pariser Malschule (1955).
- Modell, Pariser Akademie (1971).